# Каванья Мартинес, Ильдефонсо
Ильдефонсо Феликс Каванья Мартинес (исп. Ildefonso Félix Cavagna Martínez; 14 марта 1905, Буэнос-Айрес, Аргентина — 5 мая 1970, там же) — аргентинский государственный деятель, министр иностранных дел (1955).

## Биография
Окончил юридический факультет университета Буэнос-Айреса, работал клерком.
С 1944 г. — сотрудник администрации провинции Буэнос Айрес, затем — член правления Банка Аргентины. В 1947-1949 гг. — президент национального Банка Аргентины.
Впоследствии был назначен заместителем министра промышленности и торговли, вёл переговоры с Парагваем о возвращении захваченных в ходе Парагвайской войны ценностей.
В августе-сентябре 1955 г., в разгар конфликта между президентом Пероном и оппозицией, занимал должность министра иностранных дел. Получил гарантии безопасности от парагвайского правительства и сопровождал свергнутого президента на корабль, на котором тот покинул Аргентину. Несколько часов спустя Каванья Мартинес был арестован и провёл много месяцев в тюрьме.
Выйдя на свободу, отправился в изгнание в Испанию, где активно взаимодействовал с Пероном. Вернулся на родину в конце 1960-х годов, где вскоре скончался.